# 23761 Янліцін
23761 Янліцін (23761 Yangliqing) — астероїд головного поясу, відкритий 22 травня 1998 року.
Тіссеранів параметр щодо Юпітера — 3,560.